# Minden (Nebraska)
Minden je grad u američkoj saveznoj državi Nebraska. Prema popisu stanovništva iz 2010. u njemu je živjelo 2,923 stanovnika.